# Billy Powell
Billy Powell (ur. 3 czerwca 1952 w Corpus Christi w Teksasie, zm. 27 stycznia 2009 w Jacksonville) – amerykański muzyk rockowy, klawiszowiec southern-rockowego zespołu Lynyrd Skynyrd
Zmarł 27 stycznia 2009 roku w swoim domu w pobliżu Jacksonville na Florydzie. Prawdopodobną przyczyną był atak serca.